# Diocèse de Tshilomba
Le diocèse de Tshilomba (en latin : Dioecesis Tshilombana) est un diocèse catholique de République démocratique du Congo suffragant de l'archidiocèse de Kananga. 

## Territoire
Le diocèse se situe dans la province de Lomami. Il comprend les villes de Tshilomba et de Mwene-Ditu, les collectivités de Katshisungu, Kanincin et Mulundu ainsi que le secteur de Kanda-Kanda. Le siège épiscopal se trouve dans la ville de Tshilomba, où se situe la cathédrale Saint-Jacques. En 2022, le diocèse compte 27 paroisses.

## Histoire
Le diocèse est établi le 25 mars 2022 par le pape François à partir de territoires du Luiza. Il est suffragant de l'Kananga.

## Évêques
- Sebastien Kenda Ntumba (depuis le 25 mars 2022)